# Setopus iunctus
Setopus iunctus is een buikharige uit de familie Dasydytidae. Het dier komt uit het geslacht Setopus. Setopus iunctus werd in 1917 voor het eerst wetenschappelijk beschreven door Greuter. 